# Brachyptera monilicornis
Brachyptera monilicornis är en bäcksländeart som först beskrevs av Pictet, F.J. 1841.  Brachyptera monilicornis ingår i släktet Brachyptera och familjen vingbandbäcksländor. Inga underarter finns listade i Catalogue of Life.